# Дзюба, Татьяна Анатольевна
Татьяна Анатольевна Дзюба (укр. Тетяна Анатоліївна Дзюба) — украинская писательница, литературовед и журналистка.

## Биография
Родилась 19 июля 1966 года в селе Брусница Кицманского района Черновицкой области. Девичья фамилия — Мурзенко.
В 1988 году окончила факультет журналистики Киевского государственного университета имени Тараса Шевченко. В 1989—1995 годах работала заведующей отделом газеты «Гарт» в Чернигове.
Обучалась в аспирантуре Института литературы НАН Украины, в 1999 году получила учёную степень кандидата филологических наук.
В 1998—1999 годах работала старшим преподавателем на кафедре славянской филологии Киевского славистического университета. В 2000—2003 годах работала доцентом Черниговского педагогического университета.
В 2002 году стала членом Национального союза писателей Украины.
Проходила докторантуру Института журналистики Киевского национального университета, в 2014 году получила учёную степень доктора наук в области социальных коммуникаций.
С 2003 года работала собственным корреспондентом газеты «Молодь Украины».

## Семья
Муж — писатель Сергей Дзюба.

## Награды
- Премия имени Михаила Коцюбинского (2001)[1]
- Премия имени Бориса Нечерды (2001)[1]
- Премия имени Дмитра Нитченко[укр.] (2002)[1]
- Премия имени Ивана Кошеливца (2003)[1]
- Премия имени Григория Сковороды[укр.] (2005)[1]
- Премия имени Пантелеймона Кулиша (2012)[2]

## Творческая деятельность
Автор литературоведческих исследований и сборников стихов, участвовала в составлении поэтических антологий.

## Оценки
По мнению М. И. Мартынюка, «для поэзии Дзюбы характерны философичность, притчевость, пространственно-временная панорамность изображения, культурологическая насыщенность, поэтическая сдержанность и эмоционально-экспрессивная уравновешенность текста, метафоричность».